# NGC 688
NGC 688 је спирална галаксија у сазвежђу Троугао која се налази на NGC листи објеката дубоког неба.
Деклинација објекта је + 35° 17' 5" а ректасцензија 1h 50m 44,1s. Привидна величина (магнитуда) објекта NGC 688 износи 12,5 а фотографска магнитуда 13,3. Налази се на удаљености од 60,590 милиона парсека од Сунца. NGC 688 је још познат и под ознакама UGC 1302, MCG 6-5-15, MK 1009, IRAS 01478+3502, CGCG 522-20, KUG 0147+350, PGC 6799.